# Рованичі
Рованичі (біл. вёска Раванічы) — село в складі Червенського району Мінської області, Білорусь. Село є адміністративним центром Рованичівської сільської ради, розташоване в центральній частині області.